# Poetas de Botella
Pour les articles homonymes, voir Botella.
 (mars 2019).
Poetas de Botella est un groupe de rock espagnol, originaire d'El Astillero, en Cantabrie. Formé en 2005, il compte une démo et cinq albums studio. 

## Biographie

### Débuts
Le groupe est formé à la mi-2005 lorsque les membres, à cette période âgés de 17 ans, décident de se réunir et de commencer à jouer ensemble. Au début, le groupe se compose de Roberto San Millán (Robe) au chant, Daniel Santiago à la guitare solo, Silvia Castillo à la guitare rythmique, Julio Castillo à la basse, et David González (Tolo) à la batterie.
Silvia quitte le groupe peu de temps après, et est remplacée par Alfonso Lorenzo (Fonso). Il part, lui aussi, peu de temps après et est remplacé par Pablo Girón, consolidant ainsi la formation actuelle. Après un temps de répétitions et un concert dans leur région, le groupe enregistre en 2006 sa première démo aux studios El Sótano de Pamplona, produite par Iker Piedrafita (qui participe également à une chanson). Cette démo cinq pistes, intitulée Versos sin palabras, constitue son introduction à la scène musicale cantabrique. Avec leur tournée, ils donnent un grand nombre de concerts et se forgent un nom. La même année, ils remportent le concours El Sonido del trabajo, qui leur offre l'occasion de jouer aux côtés du groupe andalou Reincidentes. Ils sont également nommés pour deux Premios EstelaRock : catégories « meilleure chanson » pour Canciones absurdas et « groupe révélation 2006 ».

### Punto de partida
Après les bonnes critiques reçues en Cantabrie, ils décident de jouer des concerts et des festivals dans d'autres communautés telles que les Asturies, le Pays basque, La Rioja et Castilla y León. En 2007, ils signent avec le label DFX Records, et reviennent aux El Sótano pour enregistrer leur premier album, Punto de partida. Il fait participer plusieurs amis du groupe, tels que Nando (La Fuga), Daviz (Mala Reputación) et, encore une fois, Iker (Dikers). Ils commencent une tournée de présentation dans laquelle ils traversent une grande partie de l'Espagne.
Pour soutenir la sortie de l'album, ils enregistrent leur premier clip vidéo, Tal como soy, qu'ils présentent depuis lors sur des chaînes de télévision telles que MTV, Sol Música ou 40 TV, ainsi que sur Internet,.

### Peleando alacontra
En 2010, le groupe termine d'enregistrer un nouvel album, Peleando alacontra, et démarre ses concerts. En juillet la même année, ils terminent avec succès leur point de départ dans plusieurs villes espagnoles (Madrid, Bilbao, Salamanque, Oviedo, Gijón, San Sebastián, León...) et, après avoir été finalistes du X Certamen de bandas Cantabria Joven, ils se concentrent sur la préparation de la sortie de leur deuxième album,.

### 38 decibelios
Au début de 2012, totalement indépendants de tout label ou producteur, ils commencent à enregistrer aux studios Cúbex (Cantabrie) sous la production de Raúl Serrano (La Fuga). En mars la même année, ils sortent leur troisième album studio, 38 decibelios. Depuis sa sortie, les expériences avec cet album sont très positives pour le groupe. Grâce à cette bonne dynamique, le groupe réalise le 30 mars l’une des plus grandes opportunités de son histoire, soutenant le groupe navarrais Marea au Palacio de los Deportes de Santander devant plus de 6 000 personnes. Le 27 juin 2012, le groupe présente le premier clip de ce nouvel album, dont le morceau choisi est El Gran final, réalisé par le cinéaste cantabrique Javier Sobremazas. 
En 2013, et après l'arrivée de Danko Blanco et le départ de Daniel Santiago, le groupe édite l'EP quatre pistes Contacto, enregistré au Tatami Studio (Madrid), sous la production de Victor Martínez (Moro) et Charly Hernández. De plus, en décembre 2013, le groupe publie la chanson Siempre Racing, incluse dans l'album du centenaire du club le plus représentatif du football cantabrique. 

### Nueva etapaetSinergia
Après un an à présenter Contacto dans toute l’Espagne, Pablo Girón décide de quitter le groupe pour tenter sa chance en Angleterre. Loin de s'effondrer, le groupe commence la composition de son prochain album qui voit le jour au début de 2015, coïncidant avec le dixième anniversaire du groupe. Pour combler ce ralentissement, Yoni Simón (ex-Proyecto Hombro et Balance de Daños) est recruté ; avec lui, le groupe cherche à retrouver une vitalité.
Synergie
Le nouvel album studio de Poetas de Botella s'intitule Sinergia, composée de 11 morceaux enregistrés, mixés et masterisés aux Live! Estudio de Juan Torre. Avec cet album, le groupe réalise en 2015 plus de 30 concerts en Espagne. En outre, le groupe publie deux clips vidéo : Esclavos et REM, tous deux réalisés par Javier Lerena.

### 10 años
Le 16 janvier 2016, Poetas de Botella enregistre son premier CD/DVD en direct à l'Escenario Santander. Avec cet événement, auquel ils participent avec des membres de La Fuga, Desakato, Mala Reputación et Los Perezosos, le groupe célèbre ses 10 premières années de vie.

## Discographie
- 2006 : Versos sin palabras
- 2008 : Punto de partida (DFX Records)
- 2012 : 38 decibelios
- 2013 : Contacto (Live! Records)
- 2014 : Racing Calling (Fak Records)
- 2015 : Sinergia (Live! Records)